# Amalia (Nuovo Messico)
Amalia è una comunità non incorporata degli Stati Uniti d'America della contea di Taos nello Stato del Nuovo Messico. Si trova vicino al confine con il Colorado lungo la New Mexico State Route 196. Amalia ha un ufficio postale, con lo ZIP code 87512.